# Demjén (település)
Demjén község Heves vármegye Egri járásában.

## Fekvése
Egertől 10 kilométerre délnyugatra, Egerszalóktól 5 kilométer távolságra helyezkedik el, a Laskó-patak mellett. A 25-ös főútból, annak a 850-es méterszelvénye közelében, dél-délkelet felé, Kerecsend területén kiágazó 24 129-es út vezet a településre; ugyanabban a csomópontban ágazik ki az ellenkező irányban a Kerecsendet feltáró, és a 3-as főútig vezető 25 102-es út.

## Története
Demjén határában újkőkori leleteket, valamint honfoglalás kori villás nyílhegyeket találtak. Írott forrás 1331-ben említi először Demyen névalakban.Csanád egri püspök vásárolta meg, majd 1331-ben – már mint esztergomi érsek – az egri káptalannak adta. 1363-ban Mihály püspök a gönci tizedeket cserébe adta a káptalannak Demjén faluért, mely ettől kezdve 1804-ig az egri püspöké, 1805-től pedig az érseké maradt. Régi neve Deménd.
Az 1476-1486 között készült urbárium elmondja, hogy Demjén a püspöki birtokot képező Szarvaskő várához tartozott, s határában egy elpusztult település is volt (Kisdemjén), mely 1486 után sohasem népesült be többé. 1550-ben 9 házban lakó 18 házas férfi fizette a török földesúrnak a tizedet a búza, kétszeres, must, szénatermésből, a méhkas- és sertésszaporulatból.
1552-ben az Eger várát ostromló törökök elpusztították a falut, 1554-ig teljesen lakatlan volt. 1558 és 1564 között népesült be újból. Kisdemjén határát és erdeit Dobó István óta az egerszalóki jobbágyokkal együtt közösen használták. 1686-ban a falu lakosai még Eger megszállása előtt szétszéledtek. Az elnéptelenedés az Eger blokádja érdekében elrendelt kiürítés folytán következett be, s 1700-ig tartott.
A szőlőt 1712-ben telepítették a falu határába. Az 1720. évi országos összeíráskor a 15 magyar telkesjobbágy 168 köblös szántót és 40 kaszás rétet használt. Saját határukban marháikat legeltették, szántóik Pusztaszikszó határában voltak. 1729-ben a Kerecsendre települt első német telepes csoporttal együtt jobbágyságra lépett 5 német gazda.
1701-ben a más vármegyékből betelepülő új lakosság a vármegyétől megkapta az új telepeseknek engedélyezett adómentességet, amennyiben az állami kapuadót felerészben, a katonai beszállásolás és fuvarozás terheit egészben elengedték nekik három évre. A helyi jobbágyok saját határukat – terméketlensége miatt – a Rákóczi-szabadságharc óta nem művelték, hanem marháikat legeltették rajta. Ehelyett Pusztaszikszó határában vettek művelés alá szabadfoglalásként különböző nagyságú földdarabokat. A szőlőhegy aljában kőfejtő volt, itt egy mester állandóan termelte az építőkövet. A téglaégető létesítése valószínűleg összefügg a templom építésével, melyet 1777-1780 között emeltek. 1799-ben a földek mérnökileg ki lettek mérve a jobbágytelkekhez, a termények ötszörös termést hoztak, mégis kedvezőtlen volt a lakók helyzete, tele voltak adóssággal.
A 20. század első felében, a Pünkösd-hegy aljában fekvő Demjén nagyközség volt az egri járásban, melyhez Albertmajor és a Vas-tanya néven ismert puszták tartoztak. A község házainak száma 222 volt. A magyar anyanyelvű lakosság két kivétellel római katolikus vallást gyakorolt. Mint fiókegyház, a kerecsendi anyaegyház filiája volt. A tankötelesek oktatása elemi és a továbbképző iskolában történt, 4 tanító közreműködésével.
A község lakói őstermelésből éltek (814 fő). Ipari vállalata volt az Egri Érseki Kőbánya és a Bauer-féle kőbánya. Hét kisiparos működött a községben, közülük 6 nem tartott alkalmazottat. A kereskedelmet a Hangya Szövetkezet bonyolította le, mely vegyeskereskedést üzemeltetett. A község egészségügyi ellátását a 11,5 kilométerre lévő körorvos végezte, gyógyszertár, kórház legközelebb szintén Egerben volt. Egy szülésznő élt a községben.
A 20. században Levente Egyesület (1924), Önkéntes Tűzoltó Testület (1929) és Polgári Lövész Egyesület (1935) tevékenykedett a faluban.
Az I. világháború harcterein küzdő katonák között 376 demjéni lakos harcolt, kik közül 35-en életüket vesztették.
Az 50-es évek elején a kisbirtokosok termelőszövetkezetet alakítottak; 1956 után, az 1960-as évek elején az egész falu egy tsz-be tömörült. A tsz 1949-1964 között ‘December 21. Tsz’, 1964-től ‘Haladás MGTSZ’ néven működött tovább. Először még állattenyésztéssel is foglalkoztak, majd a szőlőtermelés gazdaságosabbnak bizonyult, és arra fektették a fő súlyt. 1977-ben aztán érthetetlen változás állt be a község életében. Közigazgatásilag Kerecsendhez, a tsz-t pedig Egerszalókhoz csatolták. Így megosztott lett a község. Ez rá is nyomta a bélyegét a fejlődésre: stagnálás következett.

### Termál Völgy
A Demjéni Gyógyfürdő és Aquapark közel tízhektáros területen hét medencével 2007-ben készült el. A mozgásszervi betegségekben szenvedő hazai és külföldi turisták számára is kedvelté vált fürdő hamar kinőtte magát. Az Európai Unió támogatásával és magán tőke bevonásával egy nagyszabású fejlesztés vette kezdetét - három barlangfürdővel, wellness központtal, négycsillagos gyógyszállóval, fürdőmedencékkel és parkolókkal bővült. 
2015-ben megnyitott a Cascade Barlang- és Élményfürdő. Itt található Közép-Európa legnagyobb barlangfürdője (2019-ben).

## Közélete

### Polgármesterei
- 1990–1994: Vályi János (független)[6]
- 1994–1998: Vályi János (független)[7]
- 1998–2002: Szén János (független)[8]
- 2002–2006: Szén János (független)[9]
- 2006–2010: Gémes Ferenc (független)[10]
- 2010–2014: Fodor Géza (független) [11]
- 2014–2019: Fodor Géza (független)[12]
- 2019–2023: Fodor Géza (független)[13]
- 2023–2024: Fodor Géza (független)[14]
- 2024– : Menyhárt László (független)[1]

A településen 2023. január 22-én időközi polgármester-választást (és képviselő-testületi választást) kellett tartani, a képviselő-testület október 26-án kimondott feloszlása miatt. A választás két független polgármesterjelöltje közt a hivatalban lévő faluvezető is elindult, és viszonylag kis különbséggel ugyan, de megerősítette pozícióját.

## Népesség
A település népességének változása:
| Lakosok száma | 606  | 592  | 602  | 656  | 719  | 916  | 972  |
|               | 2013 | 2014 | 2015 | 2021 | 2022 | 2023 | 2024 |

2001-ben a település lakosságának 97%-a magyar, 3%-a cigány nemzetiségűnek vallotta magát.
A 2011-es népszámlálás során a lakosok 93,2%-a magyarnak, 9,6% cigánynak, 0,5% németnek mondta magát (6,8% nem nyilatkozott; a kettős identitások miatt a végösszeg nagyobb lehet 100%-nál). A vallási megoszlás a következő volt: római katolikus 53,8%, református 6,1%, görögkatolikus 0,3%, felekezeten kívüli 11,1% (28,4% nem nyilatkozott).
2022-ben a lakosság 73%-a vallotta magát magyarnak, 7,9% ukránnak, 0,8% cigánynak, 0,4% németnek, 0,3% bolgárnak, 0,1% szlovénnek, 2,9% egyéb, nem hazai nemzetiségűnek (18,4% nem nyilatkozott; a kettős identitások miatt a végösszeg nagyobb lehet 100%-nál). Vallásuk szerint 31,7% volt római katolikus, 7,9% ortodox, 3,6% református, 0,3% evangélikus, 0,1% görög katolikus, 1,1% egyéb keresztény, 0,6% egyéb katolikus, 7,4% felekezeten kívüli (47% nem válaszolt).

## Nevezetességei
- A római katolikus templom. Páduai Szent Antal tiszteletére felszentelt. Giovanni Batistta Carlone építette 1730 és 1732 között, barokk stílusban. A torony és a hajó bővítése 1777-1779-ben készült el, a templomnak ezt a formáját látjuk ma is. Főoltára 1782 körül készült, Grossmann József és Miller János műve. A rokokó és copf mellékoltárok szintén a 18. századból valók. A szószék copf stílusú, a főoltárral együtt emelték.
- Demjéni Termál Völgy 
  - Gyógyfürdő és Aquapark
  - Cascade Barlang- és Élményfürdő
  - Demjéni kaptárkövek

## Galéria

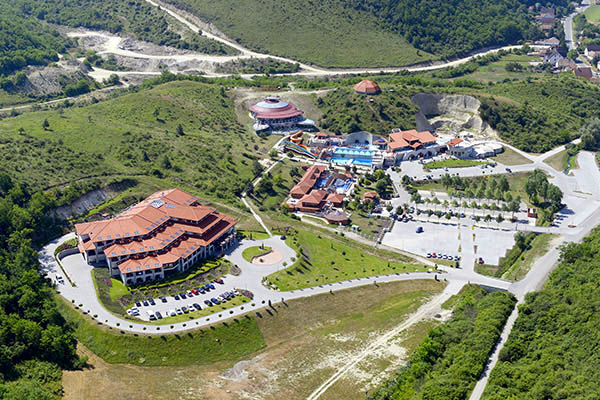
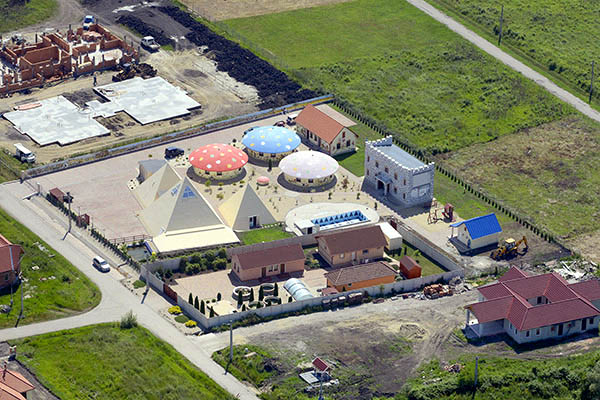
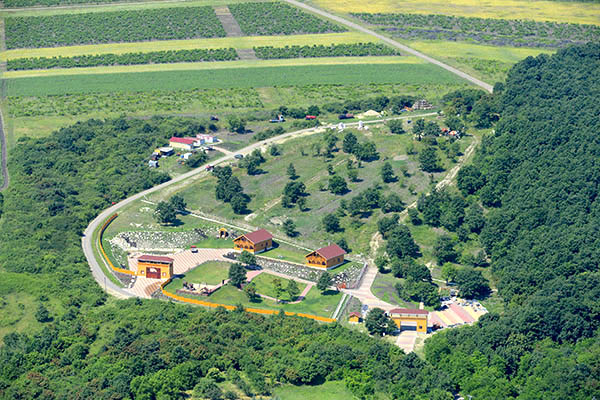
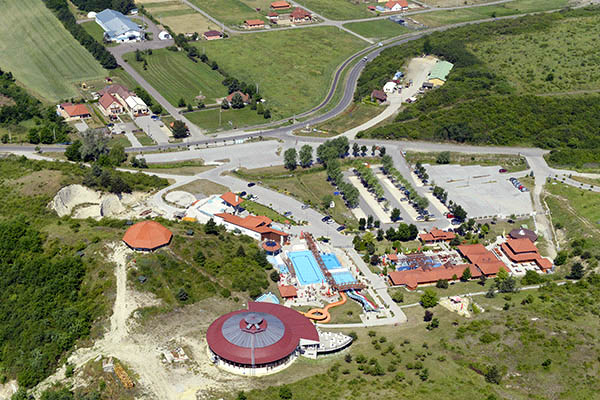